# Boris López
Boris López – ekwadorski judoka.
Srebrny medalista mistrzostw panamerykańskich w 2002 i brązowy w 2001. Wicemistrz igrzysk boliwaryjskich w 2001 roku. Zdobył trzy medale mistrzostw Ameryki Południowej.